# Strap It On
Strap It On ist das Debütalbum der amerikanischen Rockband Helmet. Es erschien 1990 bei Amphetamine Reptile Records.

## Entstehung und Stil
Das Album wurde mit Wharton Tiers im Studio Fun City in New York City aufgenommen. Tiers fungierte zugleich als Produzent und Toningenieur und übernahm die Abmischung des Albums. Der Klang des Albums wird als rau und ungeschliffen beschrieben. Das Album wurde im November 1991, vor dem Erscheinen von Meantime, von Interscope Records wiederveröffentlicht. Der spätere Gitarrist der Band Chris Traynor nannte das Album „eine der wichtigsten Rock-Platten überhaupt“.
2005 coverten die Deftones Sinatra auf B-Sides & Rarities.

## Rezeption
Jason Birchmeier von Allmusic schrieb, die Qualitäten, die das Album auszeichneten, begrenzten auch sein „Appeal“: Es sei für viele Alternative-Rock- oder Metal-Fans noch zu „harsch“. Die Produktion sei „grenzwertig Lo-Fi“. Er vergab vier von fünf Sternen.

## Titelliste
Alle Stücke geschrieben von Page Hamilton.
1. Repetition – 3:00
2. Rude – 4:13
3. Bad Mood – 2:15
4. Sinatra – 4:31
5. FBLA – 2:40
6. Blacktop" – 3:20
7. Distracted – 3:12
8. Make Room – 3:28
9. Murder – 4:03

Frühe Pressungen des Albums geben den dritten Titel fälschlich als Bad Moon an. Auf der Japan-Version ist das Bonusstück Impressionable enthalten, das auch auf der Amphetamine-Reptile-Kompilations-7"-EP Dope, Guns 'n' Fucking in the Streets Vol. 5 zu finden ist. FBLA bedeutet Future Business Leaders of America.